# Alcatraz (televisieserie)
Alcatraz is een Amerikaanse televisieserie van FOX uit 2012. Er werd één seizoen gemaakt met 13 afleveringen. In België werd de serie uitgezonden door het Vlaamse kanaal VIER. Het uitgangspunt van de serie is dat Alcatraz niet simpelweg gesloten zou zijn in 1963 vanwege stijgende kosten en onveilige infrastructuur, maar dat alle gevangenen en bewakers op mysterieuze wijze zouden verdwenen zijn, om nu in het hedendaagse San Francisco plotseling terug tevoorschijn te komen. De serie schakelt telkens tussen gebeurtenissen die zich afspelen in de jaren voorafgaand aan de sluiting van Alcatraz en 2012.

## Verhaal
Op 21 maart 1963 verdwenen de 256 gevangenen en 46 bewakers van de Alcatraz-gevangenis zonder enig spoor. Om deze verdwijning in de doofpot te stoppen werden volgens de officiële berichtgeving de 256 gevangenen en 46 bewakers overgeplaatst, vanwege te hoge kosten en te onveilige omstandigheden in de gevangenis.
Een van de weinige mensen die de echte toedracht van het verhaal kennen is FBI agent Emerson Hauser (Sam Neill), die als jonge agent verantwoordelijk was voor het transport van de gevangenen en bewakers van en naar Alcatraz.  
In het hedendaagse San Francisco beginnen de "63'ers" (zoals de verdwenen gevangenen genoemd worden) één per één terug te keren. Vreemd genoeg zijn deze terugkerende gevangenen geen dag ouder geworden dan ze waren op het moment van hun verdwijning. Bij hun terugkeer blijkt dat ze al gauw hun oude criminele gewoontes terug aannemen, terwijl ze op zoek gaan naar bepaalde voorwerpen.
Tijdens een van de moorden die gepleegd wordt door een teruggekeerde gevangene, wordt inspecteur Rebecca Madsen (Sarah Jones) van de SFPD op de zaak gezet. Al snel eist de FBI (onder vorm van Emerson Hauser) de zaak op, waarbij Rebecca opzij geschoven wordt. Ze geeft echter niet op en doet er alles aan om de moord op te lossen. Daarbij ontmoet ze "Doc" Diego Soto, een expert met betrekking tot de geschiedenis van Alcatraz. Samen lossen ze de moord op waardoor ze zich "binnenwerken" bij de FBI, als experts in de terugkerende "63'ers"
Het verhaal krijgt een rare twist wanneer Rebecca beseft dat haar eigen grootvader "Tommy Madsen" ook een gevangene was in Alcatraz in 1963, en dat hij verantwoordelijk is voor de dood van de politiepartner van Rebecca.

## Rolverdeling
| Acteur              | Personage            |
| ------------------- | -------------------- |
| Sarah Jones         | Rebecca Madsen       |
| Jorge Garcia        | Dr. Diego "Doc" Soto |
| Sam Neill           | Emerson Hauser       |
| Parminder Nagra     | Lucy Banerjee        |
| Jonny Coyne         | Edwin James          |
| Jason Butler Harner | E.B. Tiller          |
| Robert Forster      | Ray Archer           |